# Rebecca Kadaga
Rebecca Kadaga (Kamuli, 24 maggio 1956) è una politica e avvocato ugandese.
Eletta il 19 maggio 2011, è l'attuale Speaker del Parlamento ugandese ed è anche la prima donna che ha ricoperto tale carica in Uganda. Kadayaga è succeduta a Edward Ssekandi, che ha ricoperto la carica di Speaker tra il 2001 e il 2011.

## Biografia

### Background ed educazione
È nata nel distretto di Kamuli, nell'Uganda orientale, il 24 maggio 1956. Rebecca Kadaga ha frequentato il Namasagali College ed ha studiato legge alla Makerere University, laureandosi con la laurea in giurisprudenza (LLB), nel 1978. Ha poi conseguito il Diploma in Legal Practice presso il Law Development Center di Kampala nel 1979. Nel 2000, ha conseguito il Diploma in legge delle donne dalla Università dello Zimbabwe. Nel 2003 ha conseguito il titolo di Master of Arts(MA), specializzandosi in diritto delle donne, anche presso l'Università dello Zimbabwe.

### Esperienza lavorativa
Tra il 1984 e il 1988, ha lavorato presso uno studio di diritto privato. Dal 1989 al 1996 è stata una componente del parlamento del distretto di Kamuli nel collegio elettorale della donna distrettuale. Ha ricoperto il ruolo di presidente del Consiglio universitario dell'Università di Mbarara, tra il 1993 e il 1996. Nel 1996 è stata segretaria generale dell'Associazione delle donne parlamentari dell'Africa orientale.
Dal 1996 al 1998, Rebecca Kadaga è stata il Ministro di Stato ugandese per la cooperazione regionale (Africa e Medio Oriente). Successivamente è stata Ministro delle comunicazioni e dell'aviazione dal 1998 al 1999 e Ministro degli Affari parlamentari dal 1999 al 2000. È stata eletta Vice Presidente del Parlamento nel 2001, carica che ha ricoperto fino al 19 maggio 2011, quando era eletto presidente del parlamento.
A seguito delle elezioni generali del febbraio 2016, Kadaga è stato rieletta all'unanimità come presidente del Parlamento il 19 maggio 2016

## Incarichi parlamentari
Oltre alle sue funzioni di presidente del parlamento ugandese, fa parte delle seguenti commissioni parlamentari:
- Comitato per le nomine - Il Comitato esamina tutte le nomine del Gabinetto da parte del Presidente e può approvare o rifiutare una nomina: Il Presidente presiede la commissione
- La Commissione parlamentare - Il Presidente  presiede la Commissione
- Il comitato degli affari - Il Presidente  presiede il comitato

## Controversie
Kadaga è stata tra le principali promotrici di una legge anti-omosessualità ugandese, ribattezzata "Kill the Gays bill" da alcuni mass-media perché nella sua prima stesura prevedeva la pena di morte o l'ergastolo per atti di omosessualità, sostenendo che tale provvedimento era richiesto dai cittadini ugandesi.
Nel dicembre 2012 si recò a Roma per parlare alla "VII Assemblea Parlamentare Consultiva per la Corte penale internazionale e lo Stato di Diritto". Diversi articoli riportarono la notizia che in occasione di tale visita il papa Benedetto XVI benedisse la delegazione ugandese ricevuta in Vaticano ma il portavoce vaticano Federico Lombardi si affrettò a precisare che le relazioni con la delegazione furono ordinarie, non venne impartita alcuna benedizione e non vi fu alcuno specifico segno di approvazione verso le azioni o le proposte di Rebecca Kadaga.